# يوشيماتسو أويوما
يوشيماتسو أُويوما (باليابانية: 大山 義松)، هو لاعب كرة قدم ياباني سابق كان يلعب كمدافع. سبق له أن لعب مع منتخب اليابان.

## وصلات خارجية
- يوشيماتسو أويوما على موقع ناشيونال فوتبول تيمز (الإنجليزية)

- National Football Teams
- Japan National Football Team Database